# دکل (فیلم)
دکل فیلمی به کارگردانی و نویسندگی عبدالحسن برزیده ساختهٔ سال ۱۳۷۴ است.

## خلاصه داستان
آبادان در محاصره دشمن و زیر آتش مداوم قرار گرفته‌است. گروهی از نوجوانان بسیجی زیر فرمان حمید، تصمیم به نابود کردن دکلی می‌گیرند که شهر را مورد حمله‌های پیاپی قرار می‌دهد. شهر به تدریج تخلیه می‌شود و در این میان خانواده حمید نیز تصمیم به ترک شهر می‌گیرند. اما زهرا، خواهر حمید، حاضر به ترک شهر نیست و تصمیم دارد در کنار برادرش، در برابر دشمن مقاومت کند. با پافشاری‌های بسیار زهرا، او هم در آبادان می‌ماند و در یاری رساندن و مداوای مجروحان شریک می‌شود. امیر، دوست حمید که در کنار وی به مقاومت در برابر دشمن مشغول است، از زهرا خواستگاری می‌کند و این در حالی است که به اعتقاد حمید در این شرایط جنگ می‌تواند مسئله مهمتری باشد. سرانجام با تلاش بسیجی‌ها دکل نابود می‌شود. زهرا که مجروح شده با هلیکوپتر به بیمارستان منتقل و در همان زمان امیر نیز برای شرکت در یک عملیات دیگر به جبهه اعزام می‌شود.

## بازیگران
- محمدرضا ایرانمنش در نقش حمید
- مهدی قلی‌پور در نقش امیر
- علیرضا اسحاقی در نقش اکبر
- نیلوفر محمودی در نقش زهرا
- حسن روستایی در نقش محمد
- محمدرضا حدپور در نقش احمد
- محمودرضا ثانی در نقش حسین
- قاسم حساوی در نقش عباس
- شهرام شریفی در نقش سید
- جواد معروفی در نقش بیسیم‌چی
- فاطمه نیک‌آزاد
- محمدعلی آهنگر
- علی معلمی
- علی اصغر بهشتی
- علی غلامی